# Maho Kakita
Maho Kakita (japanisch 垣田 真穂 Kakita Maho; * 14. Dezember 2004) ist eine japanische Radrennfahrerin, die auf Straße und Bahn aktiv ist.

## Sportlicher Werdegang
Kakita stammt aus der Präfektur Ehime, wo sie im dritten Jahr der Mittelschule den Radsport aufnahm, den sie einige Zeit parallel mit Fußball betrieb. Auf der Oberschule gewann sie Wettkämpfe bei den nationalen Schulmeisterschaften. An den Junioren-Weltmeisterschaften 2021 konnte sie wegen der Corona-Pandemie nicht teilnehmen. Bei den Asienmeisterschaften 2022 gewann sie bei den Junioren zwei Titel im Omnium und im Punktefahren, bei der Junioren-WM 2022 war sie zusammen mit Mizuki Ikeda Vize-Weltmeisterin im Madison. Zwei Monate später trat sie bei den Straßenradsport-Weltmeisterschaften 2022 in Wollongong an und wurde Fünfte im Straßenrennen der Juniorinnen.
Ab 2023 fuhr Kakita in der Elite-Nationalmannschaft und hatte mit Yumi Kajihara, Tsuyaka Uchino und Maho Kakita mehrere Erfolge in der Mannschaftsverfolgung, insbesondere mit Siegen bei den Asien-Meisterschaften 2023 und 2024 sowie den Asienspielen. Im Madison gewann sie mit Uchino drei weitere Titel, unter anderem beim Nations Cup 2024 in Hongkong. Ihre bedeutendsten Einzelerfolge erzielte sie als Asienmeisterin in der Einerverfolgung (2024, 2025) und im Punktefahren (2025). Bei den Asienmeisterschaften 2023 und 2025 stellte sie jeweils neue Asienrekorde in der Einerverfolgung auf. Bei den Olympischen Spielen 2024 trat sie in der Mannschaftsverfolgung und im Madison an.
Kakita betrieb auch den Straßenradsport im Rahmen der Nationalmannschaft weiter, war 2023 Sechste im Straßenrennen der Asienspiele und nahm an der Erstausgabe der Tour de l’Avenir Femmes teil. Bei den Asienmeisterschaften 2025 gewann sie drei Medaillen.

## Erfolge

### Bahn
2022
 Asienmeisterin (Junioren) – Omnium, Punktefahren
 Weltmeisterschaften (Junioren) – Madison (mit Mizuki Ikeda)
2023
 Japanische Meisterin – Mannschaftsverfolgung (mit Kie Furuyama, Tsuyaka Uchino und Mizuki Ikeda)
 Asienmeisterin – Mannschaftsverfolgung (mit Yumi Kajihara, Tsuyaka Uchino und Mizuki Ikeda)
 Asienmeisterschaften – Einerverfolgung
 Asienspiele – Madison (mit Tsuyaka Uchino), Mannschaftsverfolgung (mit Yumi Kajihara, Tsuyaka Uchino und Mizuki Ikeda)
2024
 Asienmeisterin – Einerverfolgung, Madison (mit Tsuyaka Uchino), Mannschaftsverfolgung (mit Yumi Kajihara, Tsuyaka Uchino und Mizuki Ikeda)
 Nations Cup in Hongkong – Madison (mit Tsuyaka Uchino)
 Japanische Meisterin – Scratch, Omnium, Einerverfolgung, Madison (mit Tsuyaka Uchino), Mannschaftsverfolgung (mit Tsuyaka Uchino, Mizuki Ikeda und Ayana Mizutani)
2025
 Asienmeisterin – Einerverfolgung, Punktefahren, Mannschaftsverfolgung (mit Yumi Kajihara, Tsuyaka Uchino und Mizuki Ikeda)

### Straße
2025
 Asienmeisterin (U23) – Straßenrennen
 Asienmeisterschaften (U23) – Einzelzeitfahren
 Asienmeisterschaften – Mixed-Staffel